# Paramarpissa piratica
Paramarpissa piratica är en spindelart som först beskrevs av George William Peckham och Elizabeth Maria Gifford Peckham 1888.  Paramarpissa piratica ingår i släktet Paramarpissa och familjen hoppspindlar. Inga underarter finns listade i Catalogue of Life.